# زمان‌بندی فعالانه
زمان بند فعالانه یک مکانیسم چندریسمانی است که زمانی که دریک فرایند زمانبندی سیستم عامل اجرا می‌شود قابلیت چندریسمانی در سطح هسته با انعطاف‌پذیری چندریسمانی در سطح کاربر را فراهم می‌کند.